# Digonogastra godmani
Digonogastra godmani är en stekelart som först beskrevs av Cameron 1887.  Digonogastra godmani ingår i släktet Digonogastra och familjen bracksteklar. Inga underarter finns listade i Catalogue of Life.